# BSA M33-10
La BSA M33-10 est une moto anglaise fabriquée par BSA dans leur usine de Small Heath à Birmingham en 1933.

## Développement
La M33-10 fut développée à partir du moteur de 5,95 hp (6 ch) à soupape latérale basé sur le BSA Sloper précédent avec une cylindrée amenée à 595 cc pour le rendre plus adapté à une utilisation avec un side-car. En 1934, la M33-10 fut remplacée par le modèle à soupape latérale M34-12 «de Luxe» et le modèle à soupape en tête M34-13 «de Luxe», équipés tous les deux avec le moteur de 5,95 hp.